# 鬼頭史郎
鬼頭 史郎（きとう しろう、1934年〈昭和9年〉1月6日 - ）は、日本の元裁判官。「ニセ電話事件」を起こし、法曹資格を喪失した。

## 人物

### 生い立ち
名古屋市南区（現在の港区）出身。愛知県立松蔭高等学校を経て法政大学法学部に進んだ。
大学在学中に厚生大臣草葉隆圓の私設秘書から厚生省職員を務めた。1958年（昭和33年）に卒業した後、1960年（昭和35年）に法政大学大学院修士課程を修了。一旦厚生省を退職し名古屋市役所に入庁するも、後に慶應義塾大学大学院博士課程に進学した。

### 裁判官
1964年（昭和39年）に司法試験に合格。
1967年（昭和42年）に名古屋地方裁判所判事補に任官。名古屋地裁在任中に既婚にもかかわらず、離婚したと嘘をついて女性弁護士と3か月間同棲し、地裁が関係者に事情聴取した。以降、鹿児島・東京・京都各地裁で勤務する。
1974年（昭和49年）、東京地裁八王子支部に勤務していた際に日本共産党委員長である宮本顕治の身分帳を網走刑務所で閲覧、コピーを自由民主党の有力派閥の許へ持ち込んだが、1976年（昭和51年）に発覚した（宮本身分帳事件）。これによって鬼頭は公務員職権濫用罪で刑事訴追され、1983年（昭和58年）2月28日に東京地裁で執行猶予付きの有罪判決を受け、同年12月15日の控訴棄却、1987年（昭和62年）12月21日の上告棄却により有罪が確定した。1989年（平成元年）昭和天皇崩御に伴う特赦により、同年7月、有罪言渡しの効力は失われた。

### 「ニセ電話事件」と弾劾裁判および法曹資格喪失
1976年（昭和51年）8月4日に「ニセ電話事件」を起こした。11月12日、本事件に関し参議院の「法務委員会、ロッキード問題に関する調査特別委員会連合審査会」にて証人喚問されるも刑事訴追のおそれを理由として宣誓を拒絶して、証言を拒否した。この証言拒否は議院証言法違反で告発されたが、1977年（昭和52年）3月21日、不起訴処分となった。1981年名古屋拘置所で師走の厳寒の中29日間の拘留を強いられたが、その間セーターを5枚着込んで、E・H・カーの『ロシア革命史』など40冊の原書を読破した。出所直後、押し寄せた報道関係者にカメラを顔面にぶつけられ負傷するなどの被害を受けている。
最高裁は本件についてニセ電話の録音テープを新聞記者に持ち込んだ行為が鬼頭判事補につき罷免相当であるとして裁判官訴追委員会に対して訴追請求を行い、これをうけて裁判官訴追委員会は鬼頭の訴追を決定、裁判官弾劾裁判所は3月23日に鬼頭本人が出席しないまま罷免の判決を下し、鬼頭は法曹資格を失った。
刑事事件としては官職詐称の罪（軽犯罪法違反）で起訴され、1981年11月20日に最高裁で拘留29日の有罪判決が確定した。

### 参院選立候補
法曹資格喪失後の同年6月、第11回参議院議員通常選挙に全国区から立候補したが落選。街頭演説の際、聴衆の一人から暴行を受けた。

### 法曹復帰の試み
その後、1984年（昭和59年）に法曹資格回復裁判を弾劾裁判所に請求、翌1985年（昭和60年）に請求が認められて資格を回復する。これまでに1989年（平成元年）11月に第一東京弁護士会に、1995年（平成7年）9月及び2000年（平成12年）11月に第二東京弁護士会に、2004年（平成16年）6月に名古屋弁護士会（現：愛知県弁護士会）に弁護士登録を申請しているものの、いずれも入会審査で入会を拒絶された。鬼頭はいずれも日本弁護士連合会（日弁連）に審査請求を行ったが、2度の刑事事件に対して反省の色がないこと等により「弁護士会の信用を害するおそれがある」などとしていずれも請求を棄却する裁決がされた。鬼頭はそのいずれに対しても裁決を取り消すよう訴訟を起こしたが、いずれも敗訴している。4度目の訴訟である2005年（平成17年）5月25日の東京高裁判決で裁判長の房村精一は「原告による刑事事件が、風化したとは認められない」と述べ、請求を棄却した。そして更に鬼頭に対し「政治問題への執着など、従来から指摘された思考や行動様式を保持しており、変化は認められない」と指摘した。また、日本弁理士会への登録申請を巡る記事でプライバシーを侵害されたとして、産経新聞社に400万円の損害賠償を求めた訴訟を起こしたが、これも一・二審とも敗訴した。
2010年、『週刊新潮』の記事で前科や罷免歴や現在の経済状況（「生活保護を受けている」という記述など）や妻の病状などを報じられたのをプライバシー侵害や名誉権侵害として、発行元の新潮社などに850万円の慰謝料を求め、名古屋地裁に損害賠償請求訴訟を提起。2012年2月23日、最高裁で被告の非が一部認定され、新潮社側に250万円の損害賠償命令が下った。またこの裁判途上、週刊新潮の記事概要等を報道した中日新聞社をも同様に訴えたが、これも2013年9月24日付けで最高裁により被告の上告が不受理とされ、100万円の支払いを命じた二審の名古屋高裁判決が確定した。

## 映画出演
1979年（昭和54年）に公開された日本映画「白昼の死角」（村川透監督）に、弁護士役で出演した。